# Bidens fengjiensis
Bidens fengjiensis là một loài thực vật có hoa trong họ Cúc. Loài này được S.X.Liu & W.P.Li mô tả khoa học đầu tiên năm 1992.